# Московский институт инженеров путей сообщения императора Николая II
Московский институт инженеров путей сообщения императора Николая II (1913—1917) — высшее техническое учебное заведение Российской империи.

## История
Московский институт инженеров путей сообщения императора Николая II был создан 25 декабря 1913 года на базе Императорского Московского инженерного училище ведомства путей сообщения. Институту присвоено имя императора Николая II (18 января 1914 года).
Главным идеологом создания училища и преобразования его  дальнейшем в высшее учебное заведение являлся профессор Н. П. Петров. Петров участвовал в составлении Положения и Устава ИМИУ, которые во многом определили методологию преподавания, характерную для училища, в частности изучения учащимися точных наук в большем объёме, чем это было принято в функционировавших на тот период высших технических учебных заведениях. Н. П. Петров был избран Почетным членом училища (1911).
События и даты:
- 4 июня 1896 года — в ведомстве Министерства путей сообщения учреждено Московское инженерное училище.
- 5 июня 1896 года — Московское инженерное училище получает наименование «Императорское».
- 26 сентября 1896 года — торжественное открытие Императорского московского инженерного училища.
- 1901 год — первый выпуск инженеров-строителей, после трёхлетнего теоретического курса и двухлетней строительной практики.
- 25 декабря 1913 года — училище преобразовано в Московский институт инженеров путей сообщения (МИИПС).
- 18 января 1914 года — институту присвоено имя императора Николая II.
- 3 июня 1918 года — МИИПС передан из ведения Народного комиссариата путей сообщения (НКПС) в ведение Народного комиссариата просвещения.

### Императорское Московское инженерное училище (1896—1913)
Императорское Московское инженерное училище (ИМИУ) было учреждено в соответствии с «высочайше утвержденным положением» от 23 мая (4 июня) 1896 года, получив на следующий день наименование «императорского». Училище предназначалось для подготовки специалистов по ускоренной трехгодичной учебно-теоретической программе с последующим прохождением двухлетней инженерно-строительной практики. Открытие училища состоялось 14 (26) сентября 1896 года.
Учебный курс училища ограничивался тремя годами (до 1904). Училище готовило и выпускало инженеров-строителей путей сообщения широкого профиля, в том числе ориентированных на такие специальности, как мостовик, путеец, эксплуатационник, портовые и гидротехнические сооружения, инженер по постройке зданий. Специалисты получали достаточно широкое представление об устройстве и проектировании паровозов. В соответствии с Положением (от 1896) в училище преподавались: закон Божий; высшая математика; начертательная геометрия с приложениями; топография и геодезия; механика теоретическая, строительная и прикладная с электротехникой; физика; химия; физическая геология с петрографией; гражданская архитектура; строительное искусство, в том числе общие начала с технологией строительных материалов; сухопутные сообщения (шоссейные и грунтовые дороги, мосты, постройка и эксплуатация железных дорог), гидротехнические сооружения (водяные сообщения, портовые сооружения, осушение, орошение, водопроводы и водостоки); законоведение; черчение и рисование; начала счетоводства; составление смет и техническая отчетность; французский, немецкий, английский языки, из которых изучение одного было обязательным. В конце 1890-х значительная часть учебного времени отводилась профессиональной подготовке, в том числе на общеобразовательные гуманитарные дисциплины выделялось 2,7%, общетехнические — 63%, специальные — 34,3%. На лекции предусматривалось 49,2%, практические и лабораторные занятия — 50,8%, производственную практику — 24% времени.
Лица, окончившие трехлетний теоретический курс училища, направлялись на двухлетнюю железнодорожную строительную или иную инженерную практику. Само по себе, прохождение теоретического курса не давало особых прав лицам, занятым на государственной службе или в народном хозяйстве. Звание инженера-строителя с правом осуществления «всякого рода строительных работ и составления проектов сооружений за исключением проектов сложных механизмов» давалось только после предоставления удостоверений от технических специалистов об успешном прохождении практики, защиты по ней отчета и сдачи экзаменов.
Звания инженера-строителя могли удостоиться и «лица, по образованию имеющие право на поступление в училище и прослужившие на технической практике не менее двух лет», но непременно после экзамена по теоретическому курсу. В категории таковых лиц могли оказаться и выпускники средних учебных заведений, и обладатели диплома о высшем образовании. Такого облегченного пути к инженерному статусу не предлагал ни один инженерно-технический институт Российской империи.

### Московский институт инженеров путей сообщения императора Николая II (1913—1917)
Московский институт инженеров путей сообщения императора Николая II (МИИПС) был создан 12 (25) декабря 1913 года на базе Императорского Московского инженерного училище ведомства путей сообщения. 5 (18) января 1914 года институту было присвоено имя императора Николая II.
В учебном плане института в соответствии с Положением (от 1913) вместо курса топографии и геодезии изучалась низшая и высшая геодезия. Отдельным предметом была выделена электротехника; к специальным дисциплинам отнесены строительное искусство, строительная и прикладная механика, геодезия. Значительным изменениям подвергся состав гуманитарных и социально-экономических дисциплин. Вместо закона Божьего читалось богословие; законоведение было ограничено вопросами, относящимися «к строительной части и путям сообщения»; «начала счетоводства», которые изучались вместе с вопросами составления смет и технической отчетности, были заменены статистикой, вошедшей в новый курс политэкономии. Впервые в учебный процесс разрешалось вводить предметы по выбору. Курсовая система обучения предусматривала чтение лекций и проведение практических занятий, на которых решались задачи и примеры. В ходе изучения электротехники выделялись методы измерения полезных коэффициентов генераторов, расходов энергии при электрической тяге.

### Профессорско-преподавательская деятельность
Для организации преподавания теоретических предметов и практических занятий в штате ИМИУ состояли ординарные и экстраординарные профессора, адъюнкты и преподаватели, а также, в случае необходимости, внештатные педагоги. Распределение кафедр по предметам преподавания утверждалось Министром путей сообщения. Преподаватели училища выбирались из выпускников, успешно окончивших курс. Только для преподавателя рисования и иностранного языка требовалось разрешение Министерства народного просвещения на педагогическую деятельность. Назначение профессоров, адъюнктов, преподавателей, профессоров-наблюдателей, помощников инспекторов осуществлялось Министром путей сообщения, а законоучителя — согласовывалось с епархиальным начальством. Профессора, адъюнкты, штатные преподаватели и библиотекари утверждались в чинах, соответствующих классу их должностей. В зависимости от педагогического стажа они могли быть «произведены» двумя чинами выше этого класса. Впервые учебному заведению было разрешено по мере необходимости приглашать адъюнктов и преподавателей сверх числа, установленного штатным расписанием. Инженеры путей сообщения, окончившие с отличием курс наук в МИИПС и пробывшие не менее двух лет на практике, могли быть приглашены для подготовки к преподавательской деятельности в качестве стипендиатов. Через два года для присуждения звания адъюкта они должны были представить в Совет института техническое описание работ, сдать экзамен по выбранному направлению, защитить диссертацию по одному из специальных предметов, прочесть пробную лекцию. Без теоретической подготовки в институте можно было получить подобное звание за самостоятельные печатные научные труды по специальным предметам. Преподавателями назначались лица, успешно окончившие «курс наук» в вузах.
Годовые оклады профессоров и преподавателей Петербургского и Московского институтов инженеров путей сообщения (1914) резко отличались в их минимальной и максимальной величине. При этом ординарные профессора в чине действительного статского и даже тайного советника в Петербурге получали одинаковые оклады в 2700 рублей, а в Москве - от 3750 рублей до 4500 рублей; экстраординарные, соответственно, — 1800 рублей и 3000 рублей. Столь ощутимая разница в окладах между профессорам петербуржцами и москвичами объяснялась причинами чисто бюрократического свойства: первые жили по старому закону, а вторые — по новому. Важнейшей статьей дополнительного дохода профессоров, адъюктов и преподавателей ИМИУ было совместительство, притом не только в других вузах, но и в государственных и частных учреждениях.
Поддержка достаточно высокого научного статуса преподавателей подтверждалась их многочисленными публикациями. В 1910 году из 212 публикаций профессорско-преподавательского состава института 40 наименований было издано по математике, физике, химии; 22 — по теоретической и строительной механике, 17 — по железнодорожному транспорту, 22 — по водному транспорту и гидротехнике, 23 — по мостам и конструкциям, 41 — по строительному делу и геодезии, 6 — по машиноведению и электротехнике, 22 — по естествознанию (геологии), 19 — на прочие темы.

### Студенты
На первый курс ИМИУ принимались русские подданные, имевшие аттестаты или свидетельства об окончании курса в высших учебных заведениях; получившие аттестаты зрелости классических гимназий, реальных училищ (с дополнительным классом) или иных средних учебных заведений, курс которых признавался МПС по соглашению с Министерством народного просвещения. Без экзамена принимались лица, окончившие курс физико-математического факультета университетов, а также высших технических учебных заведений Российской империи. Лица, желавшие поступить в учебное заведение, должны были подать две фотографии с собственной подписью, засвидетельствованные по месту учебы; вместо рисования и иностранного языка экзаменовались в тригонометрии и физике, документ об окончании учебного курса, подтверждение полиции о «неприкосновенности к делам предосудительного характера» со времени выхода из среднего учебного заведения, если с этого периода до подачи заявления прошло не более шести месяцев; свидетельство о приписке к призывному участку по отбыванию воинской повинности, документ о сословном состоянии, увольнительное свидетельство от соответствующего общества. В качестве приемных экзаменов абитуриенты сдавали арифметику и алгебру, геометрию, рисование, русский и иностранный языки.
Плата за обучение в училище, взимаемая со студентов, была существенно выше, чем в других инженерно-технических институтах. Для проживавших в общежитии, а таковых было большинство, она равнялась 400 рублей, для прочих — 100 рублей в год. Сумма вносилась вперед за полгода. В училище было предусмотрено учреждение частных стипендий для оплаты учебы «недостаточных» студентов.
Самые сильные потрясения учебно-дисциплинарных основ жизнедеятельности ИМИУ были связаны с событиями первой российской революции. 23 октября 1905 занятия в нем остановились в связи с участием примерно 370 студентов во Всероссийской октябрьской забастовке. С 16 января по 16 апреля 1906 г. решением Совета училище было закрыто. 19 ноября 1913 московский градоначальник обратился к администрации МИИПС с просьбой прислать списки чинов правлений и уставы всех существующих в нем студенческих научных и экономических организаций. По-прежнему лица нерусской национальности привлекали особо пристальное внимание администрации этого учебного заведения. В своем ответе институт обращал особое внимание на ходатайство слушателей-поляков об утверждении устава общества «Братская помощь», сходного с уставами таких же студенческих организаций в других высших учебных заведениях Москвы. 
В студенческой среде, как и в годы революции, зрела идея созыва общестуденческого съезда. В марте 1914 года В Петербурге был избран организационный комитет по подготовке съезда, провести который намечалось в ноябре. В апреле 1914 года Министр путей сообщения С. В. Рухлов извещал директора МИИПС Н. Д. Тяпкина о том, что прошло два заседания комитета. Правительство, обеспокоенное тем, что съезд состоится нелегально, приняло меры к ликвидации Объединённого комитета, часть которого в июне 1914 г. была арестована.
Первая мировая война сделала проведение съезда невозможным. Революционные настроения сменились патриотическими. В училище был сформирован санитарный отряд из 30 человек для ночного дежурства на Савёловском вокзале и в городском госпитале, студенты добровольно отчисляли раненым бойцам денежные суммы, закупали медицинское оборудование, шили и чинили белье. 20 марта 1917 Временное правительство объявило об отмене религиозных и национальных ограничений при поступлении в учебные заведения. Как следовало из доклада инспектора МИИПС от 8 мая 1917, лица иудейского вероисповедания должны были приниматься наравне с русскими гражданами.

## Выпускники
С 1899 по 1913 гг. полный теоретический курс ИМИУ окончило 912 человека. Из них 682 выпускника получили звание инженера-строителя. В целом за 1898—1916 гг. эта цифра составила треть от общего количества инженеров-строителей и архитекторов, выпущенных за данный период в Российской империи — 1862 выпускника. В связи с заметным сокращением в начале XX века объёмов работ по возведению стальных магистралей, спадом промышленного производства и предоставлением равных профессиональных прав всем выпускникам высших технических учебных заведений, специалисты Петербургского института инженеров путей сообщения и ИМИУ, ранее фактически монопольно получавшие работу в службах пути и тяги, стали ощущать нараставшую конкуренцию со стороны инженеров-технологов. Конкуренция особенно отозвалась на выпускниках ИМИУ — инженерах-строителях, не говоря уже о «практикантах». С 1905 года их стали вытеснять с рынка строительных работ дипломированные специалисты, подготовленные в Петербургском институте инженеров путей сообщения (их выпуск значительно увеличился), инженерно-строительных отделений политехникумов и Томского технологического института. Не удалась попытка комиссии МПС распределить практикантов по частным железным дорогам даже «без претензий на оплату их труда и на обязательные инженерные места». В то же время инженеры-строители, окончившие ИМИУ работали в должностях начальников дистанций и их помощников, начальников участков, инженеров при технических отделах управлений железных дорог.

## Руководители
Директора Императорского Московского инженерного училища ведомства путей сообщения (МИУ)
- 1896—1905 — Ф. Е. Максименко
- 1905—1908 — А. А. Эйхенвальд
- 1908—1913 — Н. Д. Тяпкин

Ректор Московского института инженеров путей сообщения императора Николая II (МИИПС)
- 1913—1918 — Н. Д. Тяпкин